# Henri Pigozzi

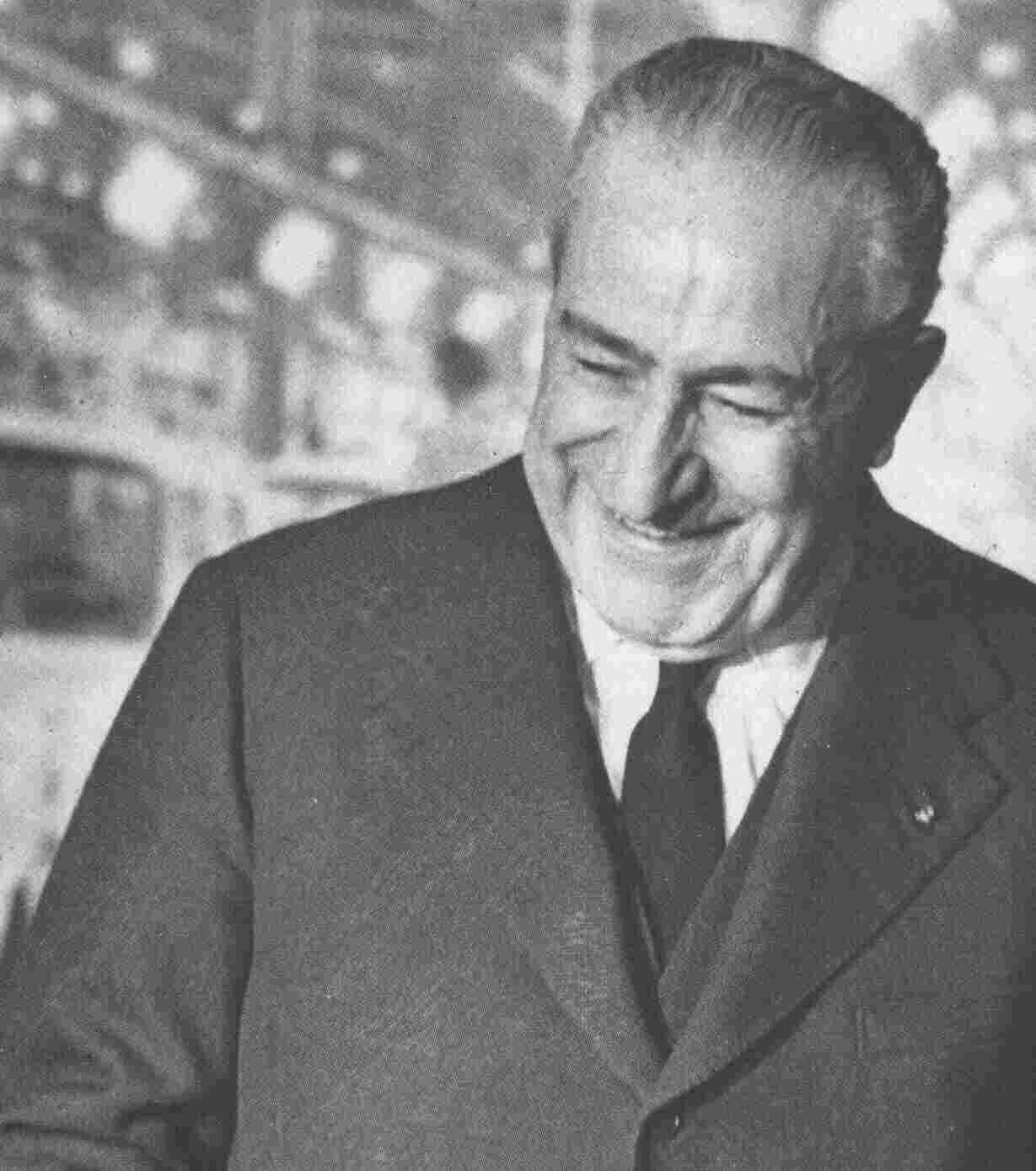
Henri Pigozzi

Enrico Teodoro Pigozzi, verfranst tot Henri Théodore Pigozzi (Turijn, 26 juni 1898 – Neuilly-sur-Seine, 18 november 1964) was een Italiaanse autohandelaar en industrieel. Hij is bekend geworden als oprichter en directeur van de Société Industrielle de Mécanique et de Carrosserie Automobile beter bekend als Simca.
Pigozzi's vader overleed in 1912 en liet hem, op veertienjarige leeftijd, achter om te zorgen voor zijn moeder, zijn zuster en een klein transportbedrijf.

In 1918, na afloop van de Eerste Wereldoorlog, kocht hij de distributierechten voor de regio Piëmont voor Britse en Amerikaanse motorfietsen uit de overtollig geworden oorlogsvoorraden. Tussen 1920 en 1922 werkte Pigozzi voor een importeur die kolen importeerde uit het Saarland. In 1924 begon hij schroot te importeren uit Frankrijk voor hoogovens in Piëmont. De belangrijkste afnemer van het daar gefabriceerde staal was Fiat, en zo werd Pigozzi in 1922 voorgesteld aan Fiat-eigenaar Giovanni Agnelli. Deze was geïnteresseerd in Pigozzi omdat hij een vertegenwoordiger voor de verkoop van Fiats in Frankrijk zocht. Pigozzi was bekend met de Franse industrie en werd in 1926, op 28-jarige leeftijd, aangesteld.
In hetzelfde jaar werd hij directeur van een nieuwe distributiefirma, SAFAF (Société Anonyme Français des Automobiles FIAT) gevestigd in Suresnes vlak bij Parijs voor de import en later assemblage van Italiaanse Fiats. Tussen 1928 en 1934 werden ongeveer 30.000 auto's geassembleerd en verkocht.
Op 2 november 1934 richtte Pigozzi Simca op, en in 1935 kocht hij de fabriek in Nanterre van het opgeheven automerk Donnet-Zédel. Hij leidde Simca bijna 30 jaar, als algemeen directeur tussen 1935 en 1954 en als president-directeur van 1954 tot 1963. Chrysler, tot dan een minderheidsaandeelhouder, verwierf echter een belang van 64% in Simca en nam de leiding over.
Op 31 mei 1963, na de overname door Chrysler, moest Pigozzi aftreden als president-directeur. Ruim 17 maanden later overleed hij op 66-jarige leeftijd door een hartaanval.
Pigozzi was gehuwd met Marie-Louise Feschotte.